# Neplachov (kopec)
Neplachov je kopec v jižní části pohoří Oderské vrchy (subprovincie pohoří Nízký Jeseník). Má nadmořskou výšku 523 m. Nachází se nad vesnicí Bohuslávky na katastrálním území vesnice Slavkov části obce Kozlov v okrese Olomouc v Olomouckém kraji.

## Bližší geografické a geologické údaje
Je to nejjižněji položený kopec Oderských vrchů a jeho úpatí leží v Bečevské bráně, která je součástí geomorfologického celku Moravské brány. Kopec se nachází poblíže místa styku Bečevské brány a Tršické pahorkatiny. Vrchol kopce je zalesněný a kamenitý. Pod vrcholem kopce se nachází Bohuslávská bouda, patřící lesníkům. Poblíže vrcholu vede lesní cesta. Jihovýchodně od vrcholu, ve svahu kopce, se nachází bývalý povrchový lom. Geologie kopce, podobně jako zbytek Oderských vrchů, je tvořena usazeninami drob, slepenců a břidlic.

## Vodstvo
Kopec se nachází v povodí řeky Bečvy (povodí řeky Morava, úmoří Černého moře). Nedaleko vrcholu se nachází studna Šlosarova studánka a jihovýchodně od vrcholu, u Bohuslávek, se nachází Křištálová studánka.

## Další informace
Kopec Neplachov a jeho okolí je snad totožný se stejnojmennou ve středověku zaniklou vesnicí Neplachov (psáno také Neplachow).
Místo je celoročně volně přístupné.

## Galerie

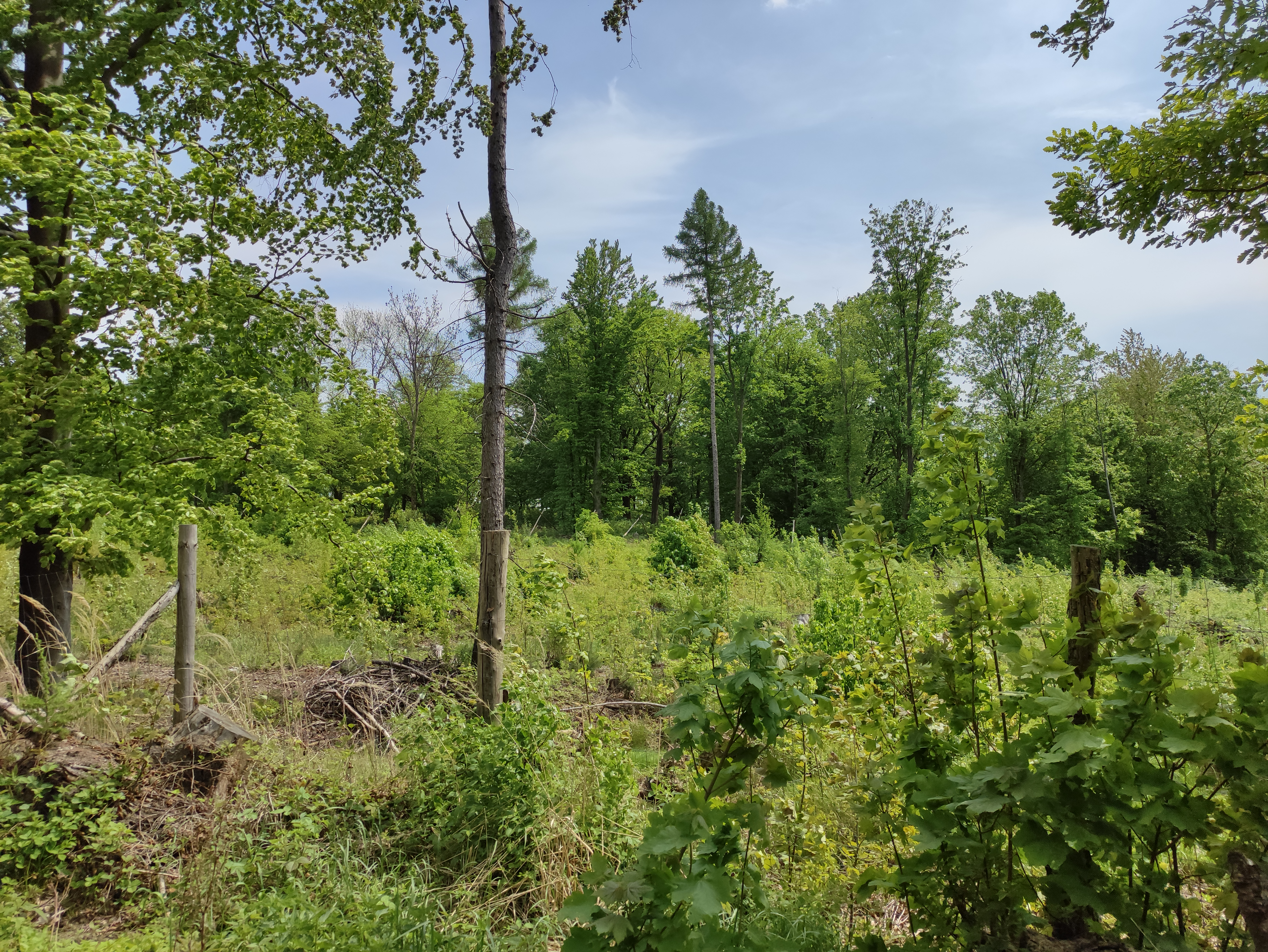
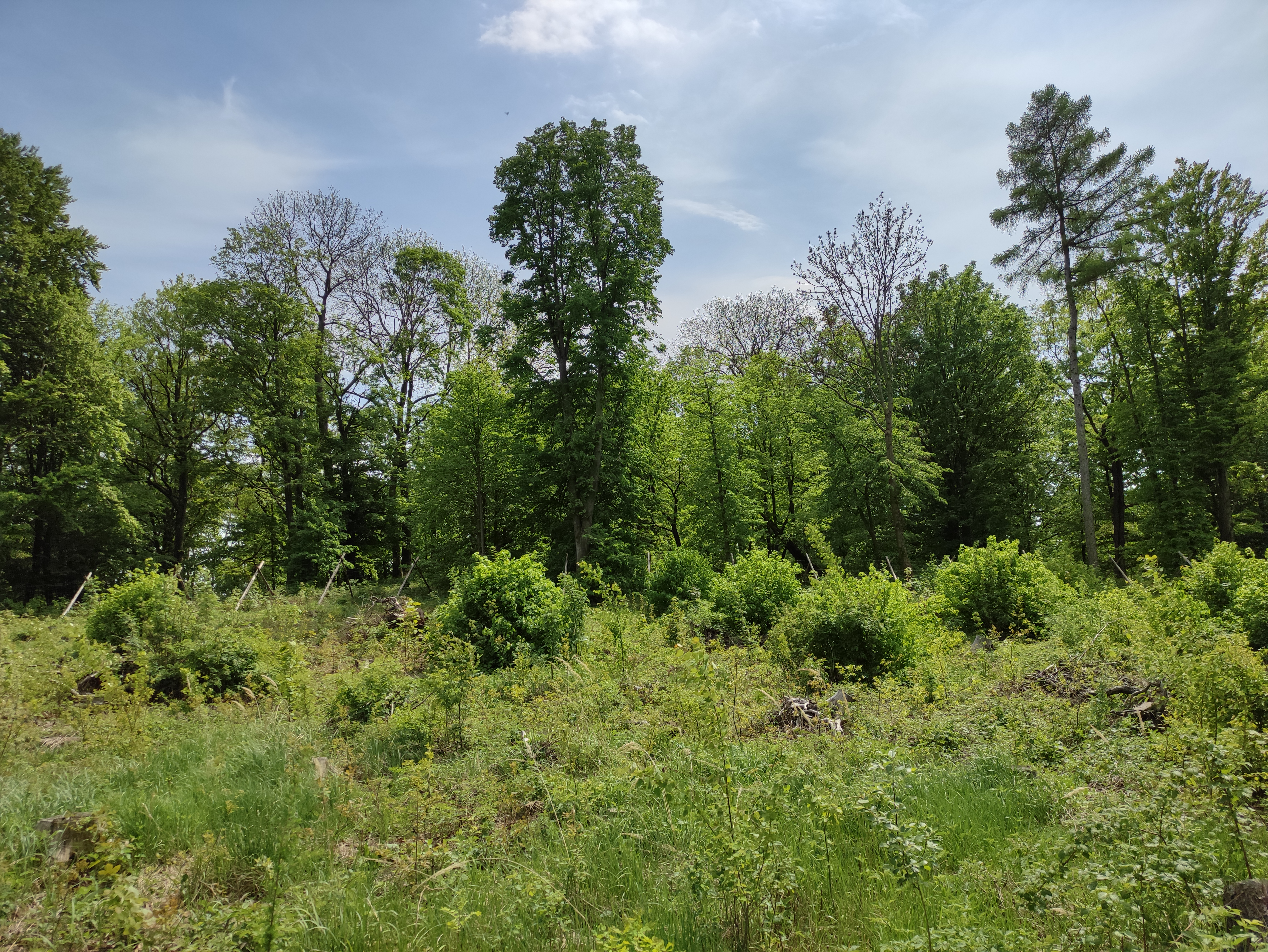